# Pierre Souchon
Pour les articles homonymes, voir Souchon.
 (mars 2015).
Pierre Souchon, né le 11 octobre 1972, est un auteur-compositeur-interprète français.

## Biographie
Fils d'Alain Souchon et frère aîné de Charles Souchon (connu sous le pseudonyme d'Ours), il fut élève de l'école primaire Bossuet (Paris)[réf. nécessaire], alors dirigée par Jean-Michel di Falco.
Il débute dans la musique avec Julien Voulzy, fils de Laurent, dans le duo Les Cherche Midi, avec lequel il sort deux albums, Les Cherche Midi (1994), puis Les Lendemains (1997).
Son premier album solo Pareil jamais est paru en 2004 sous son prénom Pierre.
Il a également participé aux albums de son père – C'est déjà ça (1993), Au ras des pâquerettes (1999), La vie Théodore (2005), Écoutez d'où ma peine vient (2008), À cause d’elles (2011) –, de Sandrine Kiberlain – Manquait plus qu'ça (2005), Coupés bien net et bien carré (2007) –, de Patxi – S'embrasser (2006) –, d'Élie Semoun – Sur le fil (2007) –, ou de Jane Birkin – Enfants d'hiver (2008).
Son deuxième album solo Piteur's Friends est sorti chez Naïve le 26 janvier 2010.
Il a également fait les premières parties des concerts des chanteurs -M-, Alain Bashung, Art Mengo, Pascal Obispo.
Depuis 2010, Pierre Souchon est directeur artistique d'un concert caritatif pour venir en aide à la Fondation pour la recherche sur Alzheimer.

Pour cette fondation, il compose avec Pierre-Dominique Burgaud la chanson Vole, qui réunit -M-, Alain Souchon, Ours, Sandrine Kiberlain, Vincent Delerm, Carla Bruni, Nolwenn Leroy, Laurent Voulzy, Jeanne Cherhal, Julien Voulzy et Gaël Faure.
En 2016, il est directeur artistique avec son frère du double album hommage Souchon dans l'air.
Il écrit la chanson Caractère pour Gaël Faure.
Il réalise la chanson Ouvert la nuit, écrite par Alain Souchon pour le film d'Édouard Baer, Ouvert la nuit.
Il participe à la tournée du mouvement écologique Colibris.
En 2017, il cocompose avec son frère et son père le 3e opus du conte musical Le Soldat Rose à la fabrique de jouets, écrit par Pierre-Dominique Burgaud.
En 2018 il compose la chanson Tabou pour Élie Semoun. En 2019 apporte sa contribution et cocompose l'album Âme fifties d'Alain Souchon, qui remporte le prix du meilleur album de l'année aux Victoires de la musique 2020.
En 2022, il chante avec son frère Ours sur l'album Enfantillages 4 "Les Petites Pierres" de Guillaume Aldebert.

## Albums
- 2004 : Pareil jamais
- 2010 : Piteur's Friends

## Participations
En 2012, il participe au single caritatif Je reprends ma route en faveur de l'association Les voix de l'enfant.
En novembre 2013, il participe au conte musical Le Soldat Rose 2, écrit par Pierre-Dominique Burgaud, composé par Francis Cabrel. Il chante, aux côtés de son frère Ours la chanson Les Canards en plastique. Il part en tournée avec toute la troupe en octobre 2014.
En 2020, il reprend avec Alain Souchon, Ours et Tryo la chanson 2050-2100 de ce dernier groupe sur leur album XXV.
En 2022, il apparait de nouveau sur l'album live Tout au Tour de Tryo, lors du concert anniversaire des 25 ans du groupe enregistré à Bercy, chantant à leurs côtés L'Amour à la machine avec Alain Souchon.